# Музей Осло
Музей Осло (норв. Oslo museum) — музей, посвященный истории и культуре Осло, Норвегия. Штаб-квартира музея находится в поместье в парке Фрогнер вместе с двумя его отделами: Городским музеем Осло и Театральным музеем.

## История
Он был образован в 2006 году путем слияния Музея города Осло, Межкультурного музея и Театрального музея, которые в настоящее время являются отделами Музея Осло. Четвёртый музей, Музей труда, присоединился к нему в 2013 году. Городской музей Осло, Межкультурный музей и Театральный музей объединили усилия для создания нового музея в результате реформы Государственного музея. Новый музейный фонд функционировал под рабочим названием «Столичный музей», но с декабря 2006 года он получил название «Музей Осло».

## Отделы Музея Осло

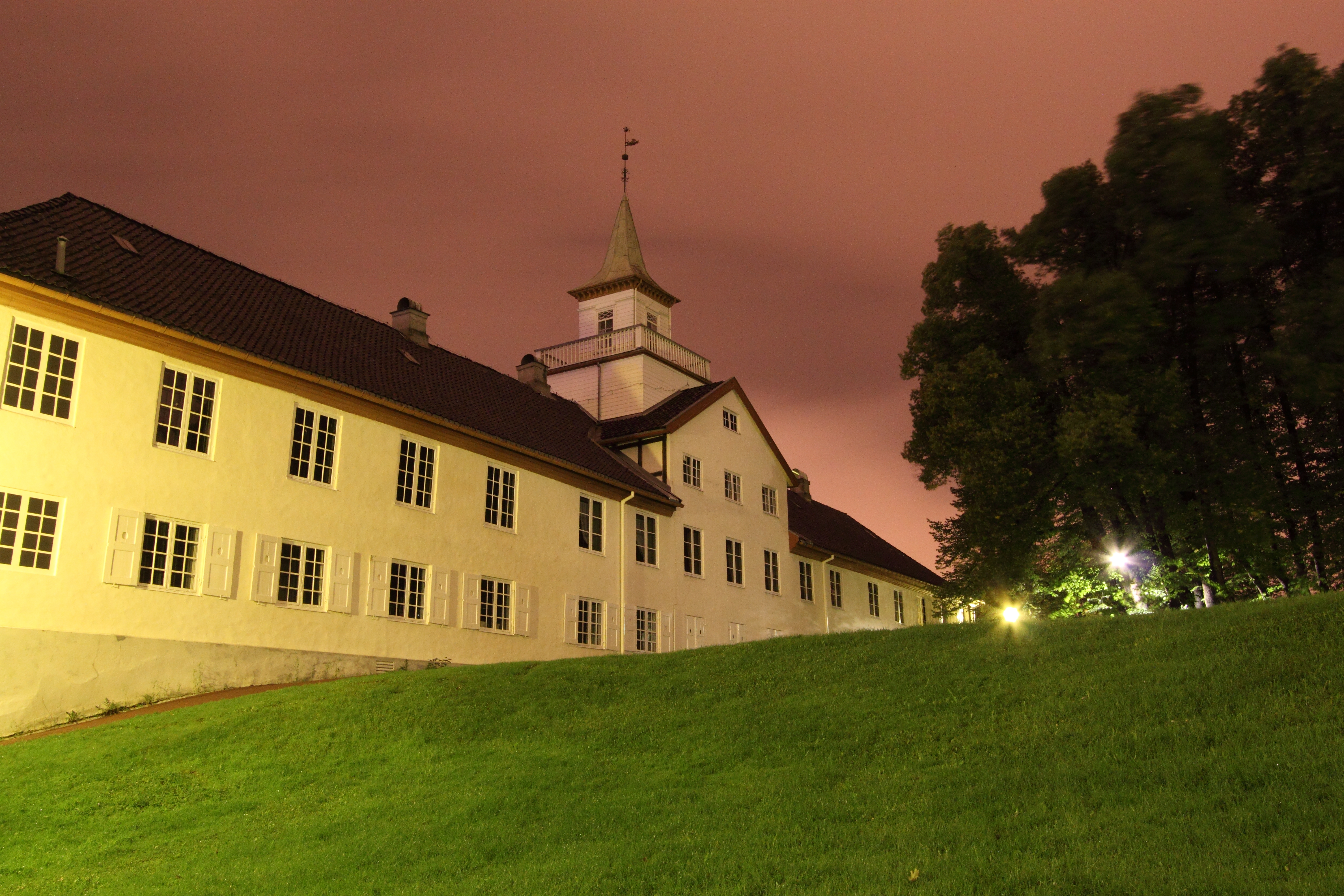
Городской музей Осло и Театральный музей расположены в поместье Фрогнер

### Музей города Осло
Музей города Осло был впервые основан в 1905 году как ассоциация «Форенинген Дет гамле Христиания». Инициатором и куратором до 1912 года был архитектор Фриц Холланд. В состав комитета входили епископ Осло Антон Кристиан Банг, архитекторы Торольф Притц и Харальд Ольсен, художник Эйлиф Петерссен и военный офицер Томас Хефтай. В 1909 году музей переехал в главное здание поместья Фрогнер. Стиан Херлофсен Финне-Гренн стал куратором этой организации в 1912 году и был директором с 1920 по 1949.

### Театральный музей
Театральный музей посвящён истории театра и исполнительского искусства. Музей был основан в 1972 году, но Историческое общество Христианского театра-предшественника открылось в 1939 году как театральная выставка в Радмансгордене, сохранившемся здании в Гамле Осло. Членами-основателями Исторического общества театра Христиании в 1922 году были актёр/театральный режиссер/художник Йохан Фалстрем, актриса Софи Реймерс, актёр Харальд Отто (1865—1928) и режиссёр/историк театра Йохан Петер Булл (1883—1960). Булл был первым председателем Общества и движущей силой сбора артефактов. Объекты были в 1947 году переданы Норвежской ассоциации актёров. В 1956 году Theatre History company создала преемницу Theatre History Association. Цель состояла в том, чтобы поддержать музей и продвигать театральные исследования. Ранее музей был организован как фонд в 1972 году.
Театральный музей приобрёл новое помещение в Гамле радхус, при поддержке полугосударственных музеев и грантов Осло. Пост председателя занял писатель и драматург Карл Фредрик Энгельстад. После пожара 5 мая 1996 года Театр был закрыт, но в 1997 году получил новое место в Радмансгордене. К концу 2010 года Музей Осло прекратил аренду помещения в Гамле радхус по экономическим причинам.

### Межкультурный музей
Межкультурный музей, бывший Международный культурный центр и музей, расположен на станции культуры Гренландии по адресу Тейенбеккен, 5 в Осло. Музей был основан в 1990 году Бенте Гуро Меллером и направлен на содействие пониманию и уважению культурного разнообразия. На первом этаже музея находится постоянная экспозиция, посвящённая истории иммиграции и культурным изменениям в норвежском обществе. В галерее выставлены актуальные работы художников с иммигрантским происхождением. Кроме того, музей организует семинары, концерты, лекции и дискуссионные вечера.
В 1999 году музей переехал на станцию культуры Гренландии, а старые тюремные камеры были превращены в музей. В доме есть художественная галерея, концертный зал, залы для семинаров и культурная мастерская.

### Музей труда

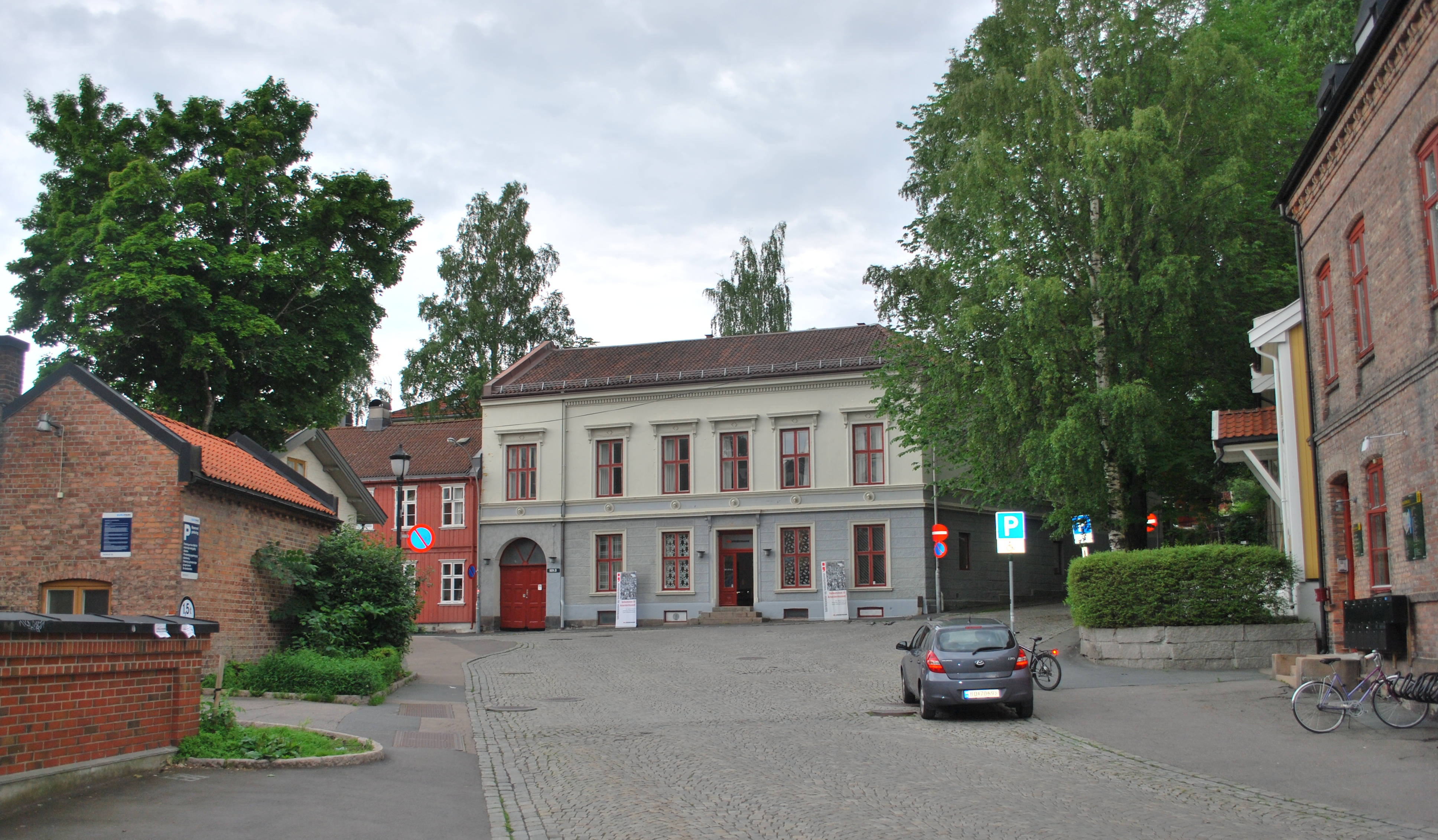
Музей труда

Музей труда открылся в июне 2013 года в Апотекергардене по адресу Сагвайен, 28 в районе Сагене. В 2011 году музей Осло получил 2,5 миллиона крон от Министерства культуры на строительство нового музея труда. В музее представлена промышленная и трудовая история промышленных районов вдоль Акерсельвы, которая сыграла важную роль в развитии норвежской промышленности с 1840-х годов.

## Коллекции
Музей Осло собирает все виды культурных материалов, которые могут пролить свет на исторический и современный Осло. Объекты хранятся в резервуарах в поместье Фрогнер и в некоторых сателлитах вокруг Осло. Многие из них оцифрованы и доступны для публики в DigitalMuseum. Особую ценность представляют коллекция произведений искусства и коллекция фотографий со сценами Осло и портретами. Коллекция фотографий является одной из самых больших и документирует развитие города с момента зарождения фотографии до настоящего времени. В 2010 году Музей Осло совместно с городским архивом Осло создали сайт Oslobilder в качестве онлайн-базы изображений с возможностью поиска к оцифрованным частям фото-коллекций обоих учреждений.
В музее Осло представлены экспозиции музея, а также проводятся выставки-спутники в Тайене и Сагене. Музей организует мероприятия и экскурсии по городу в рамках программы Kjenn din by и издаёт журнал истории культуры Byminner. В музее в любой момент времени проходит несколько передвижных выставок, гастролирующих по стране.